# Озерчанка
Озерчанка — река в России, протекает в Козельском районе Калужской области. Левый приток Жиздры.

## География
Река Озерчанка берёт начало у деревни Акатово. Течёт на юго-восток, пересекает автодорогу Р-94. Устье реки находится неподалёку от деревни Подборки в 27 км по левому берегу реки Жиздра. Длина реки составляет 10 км.

## Данные водного реестра
По данным государственного водного реестра России относится к Окскому бассейновому округу, водохозяйственный участок реки — Ока от города Белёв до города Калуга, без рек Упа и Угра, речной подбассейн реки — бассейны притоков Оки до впадения Мокши. Речной бассейн реки — Ока.
Код объекта в государственном водном реестре — 09010100512110000020353.